# Писодери
Писоде́ри (греч. Πισοδέρι) — населённый пункт Греции известный однимённым горнолыжным центром, который расположен на дороге, связывающей Флорину и Касторию, на склонах горы Вигла. Это один из самых первых горнолыжных центров, работающих на территории Греции.

## История
Монастырь Св. Троицы построен в 1050 году.
В церкви Св. Параскевы в 1904 году была закопана голова, пожалуй самого известного македономаха, то есть борца за воссоединение Македонии с Грецией, Павлос Мелас. Сама церковь Св. Параскевы построена в 1849 году, но её византийская часовня Агиос Харалампос XIV века.
Во время гражданской войны в Греции 1946—1949 годов Писодери оказался в центре последних боев между Республиканской армией (ДСЭ) и роялистами (правительственной армией).

## Горнолыжный центр
Горнолыжный центр Писодери расположен на высоте 1650 метров над уровнем моря и имеет снег высокого качества. Средняя температура воздуха в январе составляет (−2,5) °С, в июле — 16,1 °С.
Центр имеет в своем распоряжении 4 трассы, 4 лифта, шале «Тоттис», магазины для покупки или аренды оборудования и снаряжения, лыжную школу, ресторан и кафе. На территории центра также расположены гостевые дома, которые, однако, в настоящее время не работают.

## Известные уроженцы
- В деревне Писодери родился один из самых известных клефтов (борцов против турецкого господства) XVII века Панос Мейданис. Район деятельности Мейданиса и его отрядов охватывал всю Западную Македонию и Фессалию. После гибели Мейданиса его голова была отрублена турками и отправлена султану в Константинополь в знак того, насколько опасной была для турок его повстанческая деятельность.
- На площади села стоит бюст другого известного уроженца: Николаоса Касомулиса одного из самых известных участников Освободительной войны Греции 1821—1829 гг., оставившего после себя неоценимые мемуары.